# Herbert Flam
Herbert Flam (ur. 7 listopada 1928 w Nowym Jorku, zm. 25 listopada 1980 w Los Angeles) – amerykański tenisista, finalista wielkoszlemowych mistrzostw USA i mistrzostw Francji w grze pojedynczej, reprezentant w Pucharze Davisa.

## Życiorys
Urodzony w Nowym Jorku Kalifornijczyk Flam zwrócił na siebie uwagę wynikami młodzieżowymi – w 1945 triumfował w rozgrywkach Interscholastic (w barwach Beverly Hills High School) w singlu i deblu (w parze z Hugh Stewartem), sukces deblowy powtarzając także rok później, a w 1950 jako student University of California wygrał Intercollegiate (w singlu i deblu z Gene’em Garrettem). Uczestniczył także w mistrzostwach USA (obecne US Open), w 1948 osiągając po raz pierwszy półfinał i eliminując przeciwników rozstawionych z trójką i szóstką. Znalazł się wówczas po raz pierwszy w czołowej dziesiątce rankingu amerykańskiego, gdzie figurował do 1958, jedynie z przerwą na okres służby w marynarce wojennej (1953-1954).
W 1950 Flam doszedł do finału mistrzostw USA, przegrywając w pięciu setach z Artem Larsenem. W tym samym roku wygrał mistrzostwa USA na kortach ziemnych w singlu i deblu (w parze z Larsenem). W 1951 na Wimbledonie wyeliminował najwyżej rozstawionego Franka Sedgmana, a w półfinale prowadził z późniejszym zwycięzcą Dickiem Savittem 6:1, 5:1, by jednak ulec w czterech setach (drugą partię przegrał 13:15). Łącznie był trzykrotnie w ćwierćfinale Wimbledonu i sześć razy w ćwierćfinale mistrzostw USA.
Po powrocie do rywalizacji po dwuletniej przerwie związanej ze służbą wojskową wygrał w 1955 mistrzostwa USA na kortach twardych, a rok później po raz drugi został mistrzem na kortach ziemnych. W 1957 doszedł do finału mistrzostw Francji, przegrywając ze Szwedem Svenem Davidsonem. Był ostatnim amerykańskim finalistą tego turnieju aż do występu Harolda Solomona w 1976. Cztery razy figurował w czołowej dziesiątce nieoficjalnego rankingu światowego (w 1957 jako czwarta rakieta świata), a w 1950, 1956, 1957 był wiceliderem rankingu amerykańskiego.
W latach 1951–1957 występował w reprezentacji USA w Pucharze Davisa. Uczestniczył w rozgrywkach w 1951, 1952, 1956 i 1957 – we wszystkich tych latach Amerykanie przegrywali w finałach z Australią. Flam jedyny raz wystąpił w finale w 1956, przegrywając pojedynek z Lew Hoadem.
W 1992 został wpisany do Hall of Fame Sportu Żydowskiego.

## Finały singlowe w turniejachwielkoszlemowych
- mistrzostwa USA 1950 – 3:6, 6:4, 7:5, 4:6, 3:6 z Artem Larsenem
- mistrzostwa Francji 1957 – 3:6, 4:6, 4:6 ze Svenem Davidsonem